# Hickleton
Hickleton est un village et une paroisse civile du Yorkshire du Sud, en Angleterre.

## Patrimoine
- Hickleton Hall